# Scytodes fusca
Scytodes fusca är en spindelart som beskrevs av Charles Athanase Walckenaer 1837. Scytodes fusca ingår i släktet Scytodes och familjen spottspindlar. Inga underarter finns listade i Catalogue of Life.